# Museo Arqueológico de Yecla
El Museo Arqueológico Municipal "Cayetano de Mergelina" de Yecla (MAYE) es un museo de titularidad municipal ubicado en Yecla, Región de Murcia (España). Tiene su sede en las dependencias de la Casa Municipal de Cultura de Yecla, antiguo Palacio de los Ortega, un edificio del siglo XVIII. El museo fue creado en 1983 y desde entonces pertenece a la Red Regional de Museos de la Comunidad Autónoma de Murcia.
El MAYE está dedicado a la conservación de bienes arqueológicos pertenecientes al territorio de Yecla y a sus inmediaciones. Su colección se basa en piezas halladas en el municipio, desde la Prehistoria hasta la Edad Media. El museo depende de la Concejalía de Cultura del Ayuntamiento de Yecla a través de la Casa Municipal de Cultura de la ciudad.

## Historia

### Antecedentes del Museo (1958-1983)
Los antecedentes del Museo Arqueológico de Yecla se remontan a 1958. En ese año se  expuso por primera vez en la localidad, concretamente en la Casa Municipal de Cultura, la Colección Arqueológica Municipal que formaba parte del gabinete de antigüedades de las Escuelas Pías de Yecla que databa de 1870. Esta colección fue conformada, entre otras piezas, por las encontradas en las excavaciones arqueológicas realizadas por el escolapio Carlos Lasalde Nombela (1841-1906) en el santuario ibérico del Cerro de los Santos (Montealegre del Castillo, Albacete).  Las excavaciones iniciadas en diciembre de 1870 continúan las iniciadas a finales de noviembre por el comerciante Vicente Juan y Amat con la autorización de Juan Antonio Soriano, administrador de aquellas tierras, propiedad del Marqués de Valparaíso y Conde de Montealegre D. Francisco de Paula Bernuy. Destacando entre la multitud de restos y fragmentos escultóricos el hallazgo de una figura oferente completa y bien conservada con un vaso entre las manos, Dama Oferente (Museo Arqueológico Nacional). 

En el libro Memoria sobre las notables excavaciones hechas en el Cerro de los Santos publicada por lo Padres Escolapios de Yecla (1871) aparece la siguiente descripción de Carlos Lasalde Nombela, que proporciona interesante información sobre lo que se encontró en aquel yacimiento:
"Multitud de trozos de estatua, pero ninguna entera. Abundan principalmente las cabezas y las extremidades. Pies no se encuentra ninguno por llevar todas las estatuas traje talar. Parece ser que están destruidas de intento y que las dividieron en tres partes: la cabeza, de las rodillas abajo y lo demás del cuerpo [...] 
El yacimiento despertó interés en el Museo Arqueológico Nacional que decidió incorporar a su exposición numerosas esculturas y otros materiales, que terminaron siendo una de las colecciones más aclamadas de sus salas. En 1873 la colección del Cerro de los Santos fue expuesta en la Exposición Universal de Viena. La exposición fue una gran oportunidad para dar a conocer en Europa las piezas de la colección, entre las que se encontraba la Dama Oferente, y demostrar que España podía competir en este ámbito internacional a pesar de la difícil situación que arrastraba a raíz de la Revolución de 1868.

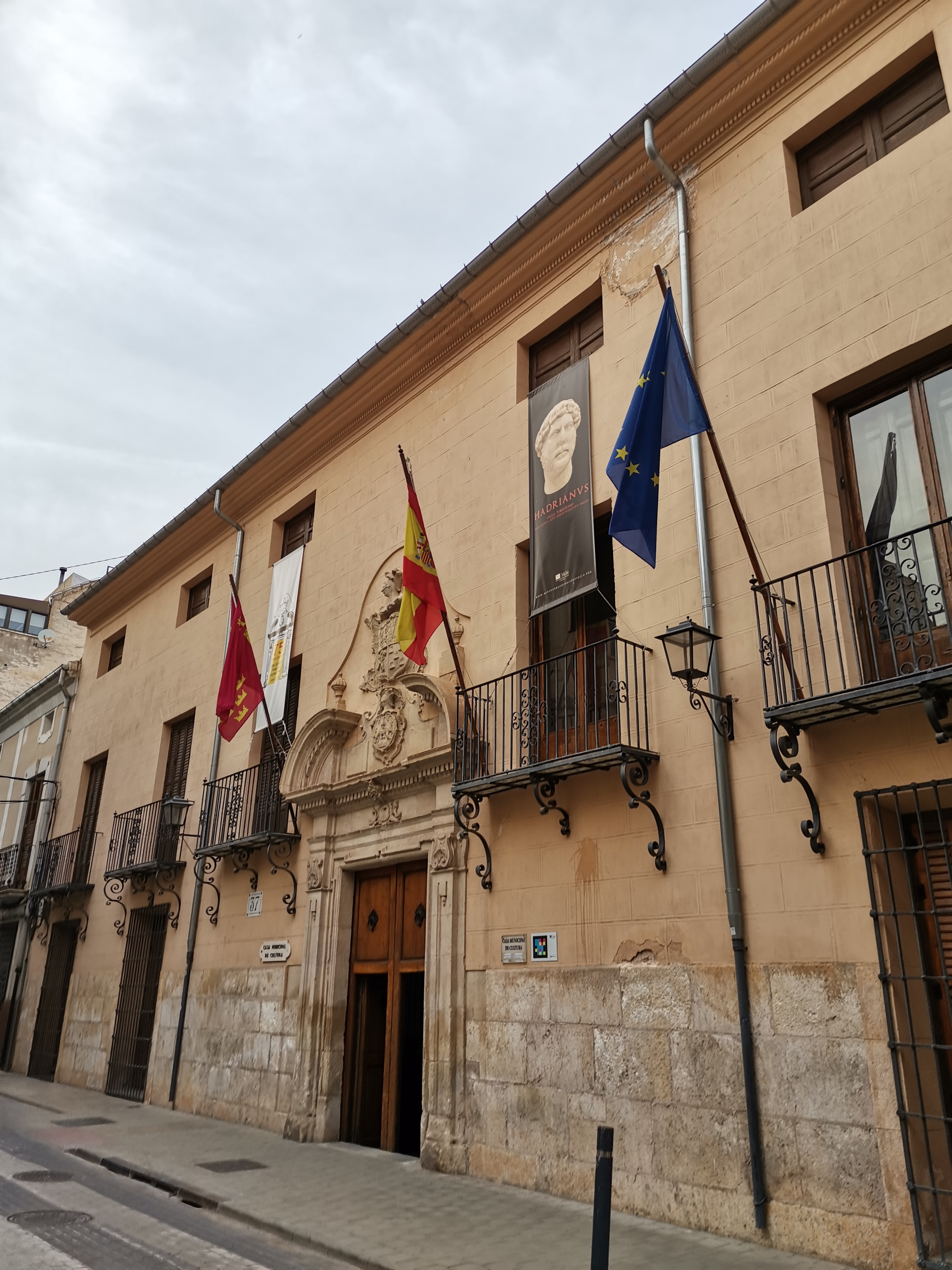
Entrada al Museo Arqueológico de Yecla.

### Primera etapa del Museo (1983-2012)
En 1983 se crea el Museo inicialmente conformado por las piezas provenientes de la Colección Arqueológico Municipal, , expuesta de forma permanente en las dependencias de la Casa Municipal de Cultura de Yecla desde 1958. A partir de este mismo año la colección adquirió la titularidad municipal. La inauguración de la Casa de Cultura se produjo el 9 de abril de 1983 alrededor de las doce horas y veinte minutos. En ella participaron numerosas autoridad locales y provinciales como el presidente de la Comunidad Autónoma de Murcia, Andrés Hernández Ros, el Alcalde de Yecla, Francisco Guillén, y diversos concejales del municipio. Tras su inauguración el Museo Arqueológico de Yecla pasó a formar parte de la Red Regional de Museos de la Comunidad Autónoma de Murcia.
La institución se instaló en el antiguo Palacio de los Ortega, tras una restauración de cincuenta millones de pesetas de presupuesto. Además del Museo Arqueológico Municipal de Yecla, la Casa de Cultura incluía entre sus secciones las Bibliotecas públicas municipales, Archivo Histórico Municipal, Archivo Histórico de Protocolos Notariales de Yecla, y demás espacios expositivo ubicados dentro de la misma.

### Segunda etapa del Museo (2012-actualidad)
En junio de 2012, 29 años después de la inauguración del Museo Arqueológico de Yecla, se llevó a cabo la restauración y rehabilitación de este. La inversión destinada a la restauración fue de 406.000 euros, 325.000 financiados por la Región de Murcia y 81.000 por el Exmo. Ayuntamiento de Yecla. Fue entonces cuando la Reina Doña Sofía inauguró oficialmente el museo bajo el nombre de "Museo Arqueológico Cayetano de Mergelina (MAYE)". En 1987 el Museo Arqueológico Municipal de Yecla cambia su denominación a Museo Arqueológico Municipal "Cayetano de Mergelina", arqueólogo muy vinculado a la localidad, aunque nació en Sanlúcar de Barrameda,(1890), pues su familia proviene de esta ciudad. Realizó entre otras las gestiones para la creación de la Casa de Cultura en 1958. En 1922, descubre los Petroglifos y las Cazoletas del Arabilejo. Fue un discípulo aventajado de Manuel Gómez-Moreno y Elías Tormo (Padres de la arqueología científica en España). Fue Rector de la Universidad de Valladolid. Posteriormente creó el Seminario de Arqueología de la Universidad de Murcia. Es uno de los primeros en romper, junto con Gratiniano Nieto, con la barrera cronológica de la Arqueología clásica, creando el seminario de estudios tardorromanos y visigodos, y planteando la Arqueología espacial en yacimientos como Bogastri. Vive en Yecla, donde fallece, e imparte clase en la cátedra de arqueología de la UMU, desde 1962. En esta localidad, estudiaría entre otros la cueva de enterramiento eneolítica (III-II M. a. C.) de la Sª del Cuchillo. 

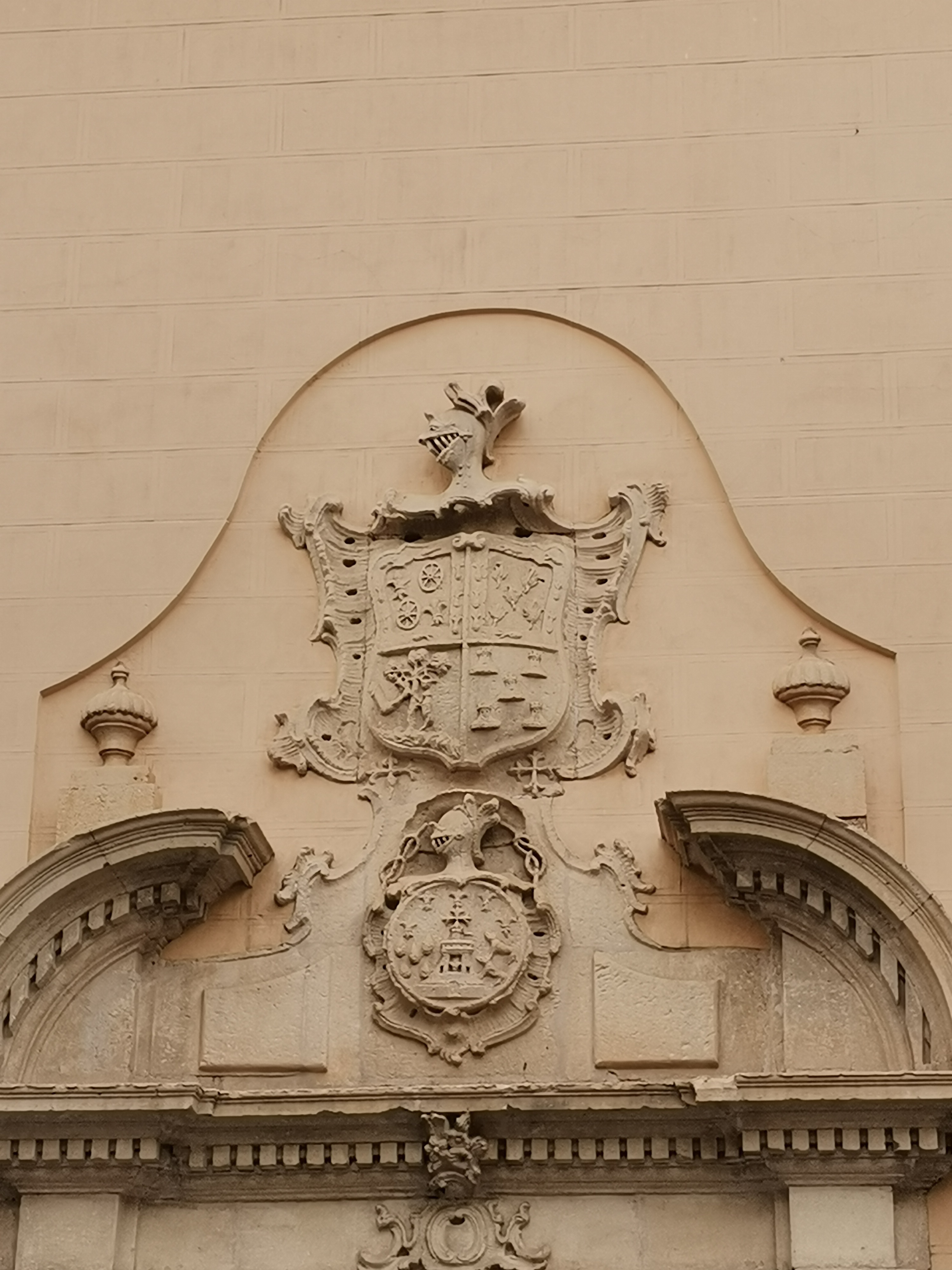
Detalle de los escudos del Palacio de los Ortega.

Las excavaciones realizadas en las inmediaciones de Yecla en yacimientos como el Monte Arabí, el Cerro de la Campana o Los Torrejones han fomentado la consolidación del MAYE como institución científica y cultural de referencia. Actualmente el museo cuenta con un total de 719 piezas y 121 colecciones expuestas que abarcan desde el Paleolítico hasta la Baja Edad Media. La dirección del Museo en la actualidad corre a cargo de Liborio Ruiz Molina. 

## Sede
El edificio en el que se encuentra ubicado el Museo Arqueológico de Yecla fue originalmente un palacio conocido como "Palacio de los Ortega". Este fue construido a finales del siglo XVIII y se conserva gran parte de su estructura. En 1888 fue adquirido por la familia Portillo, que se encargó de la remodelación de la parte noble del palacio, proyecto que corrió al cargo del arquitecto Justo Millán Espinosa. Entre los elementos más destacables de su arquitectura se encuentran las vidrieras que datan de 1909, donde están representados los blasones de la familia. Estas piezas ornamentales fueron fabricadas y adquiridas en los talleres Maumejean de San Sebastián (Guipúzcoa) y representan un estilo muy acorde a los inicios del siglo XX.
En 1983 fue adquirido por el Exmo. Ayuntamiento de Yecla y fue rehabilitado como Casa Municipal de Cultura. Posteriormente, en 2012, fue rehabilitado de nuevo. Actualmente, en sus instalaciones, además del MAYE, se encuentran el Museo de Réplicas de El Greco, la Biblioteca Pública Municipal, el Archivo Histórico Municipal, la Sala-Museo "Pintor RicoLópez", la Sala Municipal de Exposiciones y el Salón de Actos "Pablo Corbalán".

## Colecciones
El Museo se encuentra articulado en cuatro ámbitos, cada uno de ellos cubre una secuencia temporal de presencia humana en el término de Yecla. Se pretende así mostrar al visitante un mismo espacio durante cuatro momentos de nuestra historia: 
- Prehistoria (150.000-800 a. C.). Ámbito Monte Arabí.
- Cultura Ibérica (500-218 a. C.). Cerro de los Santos.
- Romanización (s. II a. C.-V d. C.). Torrejones.
- Edad Media. Dominación islámica (ss. VIII-XIII). Conquista cristiana (ss. XIII-XVI, hito Fuero de Lorca, 1280). Hisn Yakka.

### Prehistoria
La Prehistoria es el período de la vida de la humanidad anterior a los documentos escritos. Esta época, es conocida por los diversos materiales arqueológicos, como los instrumentos elaborados fundamentalmente en piedra y hueso, ciertos tipos de construcciones y las manifestaciones del arte rupestre: pinturas y grabados.
La Prehistoria en la Península ibérica, comienza en torno al 700.000 a. C. (Paleolítico Inferior), con la presencia de los primeros homínidos, y se extiende hasta la aparición de los primeros textos escritos, consecuencia de la influencia de los colonizadores del Mediterráneo Oriental: fenicios y griegos (800 a. C.).
Podemos dividir este período en varias fases de acuerdo con el tipo de material con el que se realizan los instrumentos y por los diversos avances tecnológicos, división a la que responde la articulación del ámbito.
- Sala 1:

En esta sala se encuentra un ejemplar del Petroglifo Esteliforme conocido como La Rosa de los Vientos procedente del yacimiento de Las Tobarrillas.
- Sala 2:

Paleolítico: Las comunidades humanas son cazadoras y recolectoras. Dominan el fuego y fabrican útiles de piedra. Los restos más antiguos encontrados en Yecla son de este período, y se hallaron en los parajes de la Fuente Principal y el Madroño (30.000 a. C.).
Neolítico: Un cambio climatológico permite la aparición de la ganadería y la agricultura (Revolución Neolítica), dando origen a sociedades sedentarias productoras de alimentos. De este momento en Yecla destacaría el asentamiento de Monte de los Secos, a lo que añadiríamos las estaciones de arte rupestre que contienen pinturas levantinas en el Monte Arabí (V al IV milenio a. C.).
- Sala 3:

Edad de los Metales: Caracterizada por el conocimiento de la metalurgia y el uso de los metales para elaborar los utensilios de la vida cotidiana. Podemos dividirla en tres momentos: Edad del Cobre o Calcolítico, Edad del Bronce y Edad del Hierro. En Yecla hay localizados más de una decena de poblados de este período destacando el Arabilejo, y el Cerro de la Campana (III al I milenio a. C.). 
- Sala 4. Audiovisual:

El Monte Arabí, está situado al norte de la Región de Murcia y del término municipal de Yecla. En él se localizan dos estaciones de arte rupestre: Cantos de Visera y Cueva del Mediodía. Ambas están incluidas en la Declaración de Patrimonio de la Humanidad para el Arte Rupestre del Arco Mediterráneo, por la UNESCO en el año 1998. Estas manifestaciones pictóricas nos situarían en una secuencia cronológica entre el VI y el II milenio a. C., siendo el estilo naturalista levantino (Cantos de Visera I y II) el más representativo dentro del conjunto de estilos identificados y que nos situaría en un momento de actividad Neo-Eneolítico, a caballo entre el IV y III milenio a. C.
En la cima del Arabilejo encontramos un poblado fortificado. Una veintena de cabañas conformaría este pequeño núcleo de población, que mantuvo una actividad de economía agropecuaria en torno a los siglos centrales del II milenio a. C. Este poblado estaría en relación con los grabados conocidos como petroglifos y cazoletas.

### Cultura Ibérica
Las salas 5, 6, 7 y 8 están dedicadas a los pueblos íberos ocupaban un extenso territorio, desde el sur de la Península ibérica hasta el mediodía de la Francia actual, y especialmente en el Levante peninsular. Estos grupos indígenas eran herederos de la tradición del Bronce Final, que en contacto con los pueblos procedentes del Mediterráneo Oriental, conocerán el uso y la fundición del hierro. La cronología de estos pueblos es incierta, siendo la más aceptada la secuencia cronológica situada entre los siglos VIII al III a. C.
La sociedad íbera estaba fuertemente jerarquizada en varias castas sociales muy dispares, todas ellas con una perfecta y bien definida misión para hacer funcionar correctamente una sociedad que dependía de ella misma para mantenerse. Estas tribus estaban lideradas por un jefe o regúlo, y tenían su lugar de asentamiento en poblados fortificados u oppida situados en montes más o menos elevados.
No sabemos mucho sobre la economía ibérica. La agricultura que se practica es la de secano, siendo los cultivos fundamentales el cereal, el olivo y la vid, pero también se realizaban ciertos cultivos destinados a la actividad artesanal, como el lino y el esparto. La actividad ganadera se destinaba fundamentalmente al aporte cárnico y lácteo, y también como productor de materia prima -como es el caso de la lana (actividad textil)-. Destacaría también la minería (oro, plata, estaño y plomo). En esta época se acuñarían las primeras monedas, en torno al año 400 a. C., surgiendo así un nuevo sistema económico, que potenciará el comercio.
El santuario ibérico del Cerro de los Santos, está dividido en dos períodos bien diferenciados: el iberismo pleno o clásico (siglos V y IV a. C.) y el reciente o romano (siglos III y II a. C.). Las primeras excavaciones arqueológicas en el yacimiento fueron las realizadas en el año 1870 por el padre escolapio Carlos Lasalde Nombela.
Este santuario, considerado uno de los centros de culto ibérico más importantes del sureste peninsular, estaría situado en el trayecto de la vía Heraclea (camino de Aníbal) en territorio bastetano. En el lugar fueron encontradas alrededor de 400 esculturas, de las que 51 se conservan el Museo Arqueológico Municipal de Yecla. Del Santuario no quedan prácticamente vestigios, siendo señalado su ubicación con la presencia de un obelisco conmemorativo construido en el año 1929 por Julián Zuazo y Palacios.

### Romanización
Las salas 9 y 10 están dedicadas al proceso de Romanización en la Península ibérica, que supuso un importante cambio en los hábitos y costumbres de sus habitantes, adoptándose en los territorios conquistados los modos de organización política, social y cultural de Roma. 
La romanización de este extenso territorio se produjo gracias al desarrollo de la vida urbana, el uso del latín, el derecho romano, el establecimiento de una extensa red viaria con más de 10.000 kilómetros de vías que comunicaban todos los territorios conquistados. Y el florecimiento del comercio de salazones, minerales, vino y aceite, que hicieron que las provincias hispanas fueran de las más prósperas del Imperio.
En la Península ibérica, la romanización fue más intensa en el sur y en el este, con dos fases bien diferenciadas: la primera, de conquista del territorio, que comienza con la II Guerra Púnica (216-206 a. C.) y concluye a finales del siglo I a. C.; y la segunda fase, de asimilación cultural, a través de la colonización de territorios y el nacimiento de las grandes ciudades que servirían como elementos de cohesión geopolítica. Y cuya secuencia temporal se extendería desde el siglo I hasta principios del siglo V de nuestra era.
Los Torrejones, Yacimiento romano que se corresponde al tipo denominado villa rústica, que se define como una explotación agraria típica de época romana. Por lo general, contaba con una zona monumental o señorial donde habitaba el propietario y una zona de servicio destinada a la mano de obra adscrita a la explotación. Este tipo de instalaciones constituye el elemento básico para la romanización del interior de la Península ibérica.
La villa de los Torrejones se sitúa en un extenso llano, provisto de tierras fértiles, bien abastecidas de agua y dedicadas principalmente a la plantación de la vid y el olivo, y por tanto a la producción del vino y el aceite. Se mantuvo en explotación desde el siglo I a. C. hasta el VI de nuestra era.
Los materiales arqueológicos procedentes de este yacimiento son muy abundantes y de gran riqueza: bajorrelieves en mármol, restos de estatuaria, monedas, cerámicas, mosaicos, bronces y estucos pintados policromos. La riqueza de estos materiales viene a indicar la importancia de esta villa, cuya extensión se cifra en unas 200 hectáreas.
El poblamiento romano del término municipal de Yecla, se completa con la existencia de otras cuatro villas rústicas: El Pulpillo, Marisparza, Casa de la Ermita y Fuente del Pinar; a las que hay que añadir dos emplazamientos más: Casas de Almansa y Casa de las Cebollas, que responderían al tipo mansio, es decir, un punto de parada (equivalente a una venta) junto a la vía romana, en este caso el trazado de la Vía Augusta que unía por el interior Játiva con Cádiz, y que se corresponde, a su paso por el territorio de Yecla, con la actual Traviesa de Caudete. La ocupación de estos emplazamientos se establece entre los siglos I a. C. hasta el siglo IV d. C.
Entre las piezas conservadas en este ámbito cabe reseñar el busto del emperador romano Publio Elio Adriano, de la tipología rolleckenfrisur hallado en los Torrejones y cuya cronología estaría cercana a la década de los treinta del siglo II.

### Edad Media
Corresponde a las salas 11 y 12. Este ámbito esta dedicado tanto al mundo islámico como a la conquista cristiana. La debilidad de la monarquía visigoda que se había instaurado en la Península ibérica, favoreció la expansión y la conquista musulmana. A partir del 711, tras la batalla de Guadalete, en la que el ejército visigodo fue derrotado, comenzó la expansión musulmana, que en apenas tres años llevó a cabo la conquista de casi toda la Península ibérica.
A partir del siglo XI, la supremacía política y militar de los reinos cristianos frente a la debilidad islámica y la división del territorio en numerosos reinos de Taifas, posibilitaron el proceso de conquista y de repoblación cristiana de los territorios bajo el dominio musulmán. Este proceso de conquista territorial de los reinos feudales cristianos se verá frenada entre mediados del siglo XII y la primera década del siglo XIII (1212: Batalla de las Navas de Tolosa), culminando con la caída del último reducto islámico, el Reino Nazarí de Granada, y su incorporación a la Corona de Castilla, en el año 1492.
A mediados del siglo XII, las fuentes árabes escritas citaban Yecla como Hisn Yakka, un castillo que se encontraba a 45 millas de la capital de la Cora de Murcia (Mursiya). Los trabajos arqueológicos nos han permitido saber que la fortaleza fue construida durante la segunda mitad del siglo XI, en el primer período de Taifas, perteneciendo en un primer momento a la Taifa de Denia y posteriormente a la Taifa de Sevilla.
Tras la unificación almohade a mediados del siglo XII, el Hisn Yakka experimentó un importante desarrollo demográfico y urbanístico: se amplían las defensas de la fortaleza, se produce una fuerte expansión urbana fundándose la madina o poblado y se ponen en funcionamiento las antiguas instalaciones agropecuarias de época romana, reconvirtiéndose éstas en dos alquerías: Los Torrejones-Baños y El Pulpillo, a las que habrá que añadir otra tercera de nueva planta, situada en la actual trama urbana, en concreto en el conocido barrio del Peñón, localizado en el extremo W de la actual ciudad de Yecla. Desde un punto de vista espacial el Hisn Yakka se compone de tres partes: de una fortaleza, la madina o poblado y la maqbara o cementerio islámico, situado a las afueras y al SE de la madina.
El Hisn Yakka debió ser conquistado hacia el año 1240 por las huestes de Jaime I de Aragón, tras la toma de Villena, y entregado a la Corona de Castilla por el Tratado de Almizra de 1244. El Pacto de Alcaraz de 1243, garantizaba a la población mudéjar, a cambio del pago de rentas, el mantenimiento de su orden social, económico y religioso. El incumplimiento sistemático de éste pacto, y la expropiación de tierras de propietarios mudéjares por parte de los pobladores cristianos, desembocó en la revuelta mudéjar de 1264-1266. Tras ser sofocadas la revuelta, el reino de Murcia pierde su condición de protectorado de la corona de Castilla, y el pacto de Alcaraz deja de tener vigencia. La posterior represión produjo un fuerte movimiento migratorio y un intenso despoblamiento, dando como consecuencia un cambio en la economía. La pérdida de mano de obra agrícola mudéjar provocó una reorientación hacia la actividad ganadera. Para el caso de Yecla este cambio de orientación económica, justificaría la existencia de cuatro dehesas concejiles y la apertura de la ruta ganadera trashumante de la Cañada Real de los Serranos.
A partir del siglo XIV Yecla quedaría en una situación de frontera entre los reinos de Castilla y Aragón. La creación de la aduana y el puerto seco supuso un importante atractivo económico que contribuyó de manera decisiva a la repoblación de estas tierras a partir de la segunda mitad del siglo XIV.